# Alison Williamson
Alison Jane Williamson (* 3. November 1971 in Melton Mowbray; verheiratete Conaghan) ist eine ehemalige britische Bogenschützin. Sie nahm an den Olympischen Sommerspielen 1992 in Barcelona, 1996 in Atlanta, 2000 in Sydney und 2004 in Athen teil. In Athen gewann sie im Einzel die Bronzemedaille, ebenso wie mit der Mannschaft bei den Weltmeisterschaften 2007 in Leipzig. Auch für die Olympischen Sommerspiele 2008 in Peking wurde Alison Williamson in den britischen Kader berufen.

## Werdegang
Alison Williamson begann ihre Wettkampfkarriere im Alter von sieben Jahren. 1989 wurde sie in den britischen Nationalkader berufen. Von den Olympischen Sommerspielen 1992 in Barcelona an, wo sie den achten Platz in der Einzelkonkurrenz belegte, nahm Williamson an allen Olympischen Sommerspielen teil. Bei den vier Jahre später stattfindenden Olympischen Sommerspielen 1996 in Atlanta erreichte sie den zehnten Platz.
In Sydney bei den Olympischen Sommerspielen 2000 wurde Alison Williamson in der Runde der letzten 16 von der späteren Olympiasiegerin Yun Mi-jin aus Südkorea besiegt, obwohl Williamson ihr höchstes Ergebnis des Turniers bei diesem Duell erreichen konnte. Bei den Olympischen Sommerspielen 2004 in Athen gewann Alison Williamson die Bronzemedaille. In der Runde der letzten acht besiegte sie die Silbermedaillengewinnern von Atlanta, He Ying, im Halbfinale unterlag sie der späteren Olympiasiegerin Park Sung-hyun aus Südkorea. Im Duell um Bronze bezwang Williamson Yuan Shu-chi aus Taiwan. Im Folgejahr wurde sie mit der britischen Mannschaft Europameisterin in Athen. Bei den Weltmeisterschaften 2007 in Leipzig gewann Williamson zusammen mit Helen Palmer und Lana Needham die Bronzemedaille. Sie trat bei den Olympischen Sommerspielen 2008 in Peking erneut im Einzel an.
2010 gewann Williamson bei den Commonwealth Games in Neu-Delhi die Silbermedaille im Teamwettbewerb mit dem Recurvebogen.